# Phytoseius nahuatlensis
Phytoseius nahuatlensis är en spindeldjursart som beskrevs av De Leon 1959. Phytoseius nahuatlensis ingår i släktet Phytoseius och familjen Phytoseiidae. Inga underarter finns listade i Catalogue of Life.